# Thermoplasmataceae
A Thermoplasmataceae a Thermoplasmatales rendbe tartozó Archaea család. Az archeák – ősbaktériumok – egysejtű, sejtmag nélküli prokarióta szervezetek.
A Thermoplasmata osztályba tartozik, melynek tagjai savas és magas hőmérsékletű környezetben növekednek.

### Tudományos könyvek
- Reysenbach, A-L.szerk.: DR Boone: Family I. Thermoplasmataceae fam. nov., Bergey's Manual of Systematic Bacteriology Volume 1: The Archaea and the deeply branching and phototrophic Bacteria, 2nd, New York: Springer Verlag, 169. o. (2001. március 20.). ISBN 978-0-387-98771-2
- Reysenbach, A-L.szerk.: DR Boone: Order I. Thermoplasmatales ord. nov., Bergey's Manual of Systematic Bacteriology Volume 1: The Archaea and the deeply branching and phototrophic Bacteria, 2nd, New York: Springer Verlag, 169. o. (2001. március 20.). ISBN 978-0-387-98771-2

### Tudományos adatbázisok
- Thermoplasmataceae PubMed hivatkozásai
- Thermoplasmataceae PubMed Central hivatkozásai
- Thermoplasmataceae Google Scholar hivatkozásai